# Christopher Rydell
Christopher Rydell (Los Ángeles, 16 de noviembre de 1963) es un actor estadounidense de cine y televisión.

## Biografía
Hijo del director de cine Mark Rydell, es conocido principalmente por su papel protagónico en la película de suspenso de Dario Argento Trauma y por su rol como Danny Leonard en el filme musical For the Boys. Ha aparecido en algunas películas de su padre, entre las que destacan Harry and Walter Go to New York y On Golden Pond.
Una de sus últimas apariciones en cine ocurrió en la película de 2010 Queen of the Lot.

## Filmografía
| Año  | Título                          | Papel                  | Notas       |
| ---- | ------------------------------- | ---------------------- | ----------- |
| 1976 | Harry and Walter Go to New York | Chico en la lavandería |             |
| 1981 | On Golden Pond                  | Sumner Todd            |             |
| 1984 | Family Ties                     | Craig Duvall           | Episodio 57 |
| 1985 | Gotcha!                         | Bob Jensen             |             |
| 1988 | Under the Boardwalk             | Tripper                |             |
| 1989 | How I Got Into College          | Oliver                 |             |
| 1989 | Blood and Sand                  | Juan Gallardo          |             |
| 1990 | Side Out                        | Wiley Hunter           |             |
| 1991 | By the Sword                    | Jim Trebor             |             |
| 1991 | For the Boys                    | Danny Leonard          |             |
| 1993 | Trauma                          | David Parsons          |             |
| 2000 | A Man Is Mostly Water           | Andy                   |             |
| 2010 | Queen of the Lot                |                        |             |